# Giuseppe Gonzaga

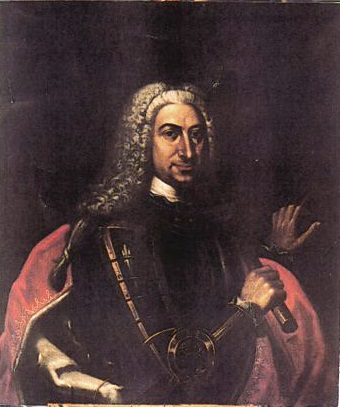
Giuseppe Maria Gonzaga

Giuseppe Maria Gonzaga (* 20. März 1690 in Guastalla; † 16. August 1746 ebenda) war ein italienischer Adliger. Seit 1729 war er Herzog von Guastalla.
Er war der jüngere Sohn des Herzogs Vincenzo Gonzaga von Guastalla und Bruder von dessen Nachfolger Antonio Ferrante Gonzaga, dessen Nachfolger er 1729 wurde.
Obwohl Giuseppe das letzte männliche Mitglied der Linie Guastalla der Gonzaga war, heiratete er erst zwei Jahre später, am 29. März 1731. Seine Ehefrau war Eleonore von Holstein (* 18. Februar 1715; † 18. April 1760), Tochter des Herzogs Leopold zu Wiesenburg.
Da die Ehe kinderlos blieb, wurde Guastalla nach seinem Tod von Kaiser Franz I. eingezogen und zwei Jahre später (1748) mit dem bereits habsburgischen Herzogtum Parma vereinigt.